# 노무라 가쓰야
노무라 가쓰야(일본어: 野村 克也, 1935년 6월 29일 ~ 2020년 2월 11일)는 일본의 전 프로 야구 선수이자 야구 지도자, 야구 해설가·평론가이다. 교토부 다케노군 아미노정(현: 교탄고시) 출신이며 현역 시절 포지션은 포수였다.
현역 시절에는 난카이 호크스와 롯데 오리온스, 세이부 라이온스에서 활약을 했으며, 현역 은퇴 후에는 야쿠르트 스왈로스, 한신 타이거스, 사회인 야구팀인 시닥스의 감독을 맡은 후 2006년부터 2009년까지 도호쿠 라쿠텐 골든이글스의 감독을 맡았다.
애칭은 노무 상(ノムさん)이며, 일본 프로 야구에서 통산 3017경기 출전을 기록한 유일한 선수로 알려져 있다.

## 인물

### 난카이 호크스 시절
교토부 다케노 군 아미노 정(현재의 교탄고시) 출신으로 교토 부립 미네야마 고등학교를 졸업하고 1954년에 난카이 호크스에 연습생으로 입단, 포수로 활약하였다. 3년 후인 1957년에는 1957년에 야마우치 가즈히로(마이니치 오리온스), 나카니시 후토시(니시테쓰 라이온스) 등의 간판 타자들을 누르고 홈런왕의 타이틀을 획득했고 이후 매년과 같이 타이틀을 획득하는 등 난카이의 황금 시대를 이끌었다. 난카이는 5차례의 리그 우승(1959년, 1961년, 1964년, 1965년, 1966년)을 달성했는데 그 중 1959년과 1964년은 일본 시리즈에 우승했다.
1962년, 벳토 가오루(마이니치 오리온스)가 갖고있던 퍼시픽 리그 기록인 시즌 43홈런(1950년)을 경신하는 44개를 기록했고 1963년에는 고즈루 마코토(쇼치쿠 로빈스)의 프로 야구 기록 시즌 51홈런을 경신한 52개를 기록했다. 52개의 홈런은 다음해 요미우리 자이언츠의 오 사다하루가 55개를 기록한 것에 의해 프로 야구 기록으로서는 경신되었지만 퍼시픽 리그 기록으로서는 2001년에 터피 로즈가 55개를 기록하여 경신할 때까지 오래 남아 있어 포수로서 50개 이상을 기록한 선수는 메이저 리그를 포함해도 노무라가 유일하다.
니시테쓰의 나카니시, 도요다 야스미쓰, 마이니치의 야마우치, 다미야 겐지로, 에노모토 기하치, 도에이 플라이어스의 하리모토 이사오, 오스기 가쓰오, 한큐 브레이브스의 다릴 스펜서, 나가이케 도쿠지, 긴테츠의 도이 마사히로, 나가부치 요조 등의 강타자가 많았던 당시의 퍼시픽 리그에서 8년 연속 홈런왕(1961년 ~ 1968년) 등의 대기록을 남겼다. 1965년에는 전후 처음으로 타격 부문 3관왕을 달성했다.
타격 부문에서 많은 기록을 남겼지만, 연간 최다 홈런 기록을 경신한 다음해인 1964년에는 오 사다하루에 의해 경신되어(현재 일본 기록은 55홈런) 1973년 통산 최다 홈런 기록을(약 2주간의 공방 끝에) 오 사다하루에게, 1978년에는 하룻밤새 통산 최다 타점을 역시 오 사다하루에게, 통산 최다 안타를 하리모토 이사오(당시 요미우리 자이언츠)에 의해 기록이 깨지기도 했다. 오 사다하루는 1973년 이후의 올스타전에서 노무라가 포수 마스크를 쓴 경기에서는 27타수 1안타 무홈런이라는 최악의 성적을 남겼다. 그리고 주루 플레이는 느린 편이지만 통산 117개의 도루를 기록했는데 그 중 홈스틸은 7차례, 3루 도루는 두 차례가 있었다.

#### 선수 겸 감독 시절
1968년부터 난카이의 코치 겸임으로 발탁되었고 1970년에는 성적 부진으로 사임한 이이다 도쿠지 감독에 뒤를 이어 난카이의 차기 감독으로 취임했다. 감독과 선수를 겸임하는 플레잉 매니저로서 ‘4번 타자’, ‘포수’, ‘감독’이라는 3개의 중책을 혼자서 담당하게 되었다. 감독 겸임으로 발탁된 이후에도 불방망이는 건재했고 1970년 시즌에 오스기 가쓰오에 뒤를 이은 42개의 홈런을 기록, 같은해 10월 18일의 니시테쓰전에서는 역대 네 번째가 되는 통산 2000안타를 달성했다. 1972년에는 타점왕을 획득했다.
약체화 하고 있던 팀을 고쳐 세워 1973년에 리그 우승을 달성했는데 당시 퍼시픽 리그에서 도입된 플레이오프 제도를 최대한으로 이용했다. 선수로서도 3할 9리의 타율, 28홈런, 96타점 등의 성적을 남겨 시즌 MVP로 선정되었다. 그러나 요미우리 자이언츠와의 일본 시리즈 맞대결에서 1승 4패의 성적을 기록하여 팀은 패했지만 자신은 일본 시리즈 감투상을 수상했고, 같은 해 다이아몬드 글러브상(현재의 미쓰이 골든 글러브상)을 수상했다.
1976년에 에모토 다케노리와의 트레이드로 한신 타이거스에서 획득한 에나쓰 유타카가 이적 1년째에 기대 이하의 성적을 남기면서 에나쓰를 구원 투수로 전향시킬려고 결심했다. 에나쓰에게 “프로 야구계의 혁명을 일으켜보자”라고 설득했고 에나쓰는 이듬해 1977년 6월부터 구원 투수로 전향하면서 그 해 시즌 19 세이브를 기록해 최우수 구원 투수를 차지했다. 에나쓰는 “ ‘혁명’이라고 말해지지 않았으면 구원 투수로의 전향은 OK 하지 않았다고 생각한다”라고 말했다. 에나쓰의 이 활약이 구원 투수 역할의 중요성을 야구계에 인식시켜 선발, 중간 계투, 마무리 투수라는 투수의 분업을 본격적으로 보급시키는 계기가 되었다.
1977년 9월 28일, 시즌 종료까지 2경기를 남겨둔 채 감독직에서 물러났다. 해임 후에는 향후 거취에 대해서 고민하는 등 주변에서 은퇴를 권유받았지만 현역 생활을 계속하겠다는 입장을 밝혔고 이전부터 입단 제의를 받았던 롯데 오리온스에 이적했다. 난카이 선수들 가운데 노무라의 감독 해임에 반대하고 있던 가시와바라 준이치와 에나쓰 유타카는 각각 닛폰햄 파이터스, 히로시마 도요 카프에 이적했고 코치 다카바타케 미치히로도 난카이를 퇴단하여 노무라와 함께 롯데에 이적했다. 그 해를 마지막으로 난카이는 A클래스(1위 ~ 3위, 상위권을 지칭하는 일본 언론의 표현)에 단 한 번도 진입하지 못했고 1989년 다이에에 매각되면서 호크스의 연속 B클래스는 1997년까지 20년 동안 계속되었다.

### 롯데 오리온스·세이부 라이온스 시절
1978년에 가네다 마사이치 감독이 이끄는 롯데가 영입 의사를 나타내 선수로서 이적했고 같은 해 시즌 종료 후 시게미쓰 다케오 구단주로부터 감독을 맡아달라는 요청이 있었지만 거절했다. 롯데는 노무라가 감독 요청을 거절한 다음날에 야마우치 가즈히로를 감독으로 발탁되었다는 내용의 공식 발표를 했다.
이듬해 1979년, 네모토 리쿠오 감독이 이끄는 세이부 라이온스에 이적하여 다음해 1980년에는 이렇다할만한 활약도 없었다. 그러나 올스타전에서는 퍼시픽 리그팀 니시모토 유키오 감독의 추천에 의해 출전하면서 1950년대부터 1980년대까지의 출전은 일본 프로 야구 사상 유일한 기록이다. 또, 선수로서 22회의 올스타전 출전은 역대 최다 기록이며 그 중 1957년 ~ 1977년까지 21년 연속으로 팬 투표에 의해 선출되면서 팬 투표 선출, 연속 올스타전 출장 선출 횟수를 기록하여 모두 오 사다하루와 대등한 역대 최다 기록을 세웠다.
1980년 8월 1일, 전인미답의 3,000경기 출전 기록을 달성했고 같은 해 11월 15일에는 현역에서 은퇴하겠다고 밝혔다. 당시 나이는 45세였으며 현역 생활에 있어서의 마지막 홈런은 7월 29일 한큐 브레이브스전에서 때려낸 것으로(당시 45세 1개월) 이와모토 요시유키가 기록한 최고령 홈런 기록(45세 5개월)에도 못 미쳤다.

### 은퇴 후
은퇴한 이듬해 1981년 TBS에서 야구 해설 위원으로 하는 것을 시작으로 1983년부터 TV 아사히의 야구 해설위원, 산케이 스포츠의 야구 평론가를 맡았고 1981년부터 6년 동안 주간 아사히에서 ‘노무라 가쓰야의 눈’이라는 제목으로 연재했다. TV 아사히 해설위원으로 활동할 당시에는 스트라이크 존을 9개로 분할된 일명 ‘노무라 스코프’(野村スコープ)라는 획기적인 해설기법으로 볼배합을 읽어내 타자·투수 심리의 해설기법을 최초로 시도하게 되었다.
1988년 시즌 종료 후 친정팀인 난카이 호크스를 매각한 신생 구단 후쿠오카 다이에 호크스로부터 감독을 맡아달라는 요청을 받았지만 거절했고 1989년에는 일본 야구 명예의 전당에 헌액되었다.

### 야쿠르트 감독 시절

#### 취임 당시의 상황
1989년 가을, 노무라의 야구 해설이 날카롭다고 평가했던 야쿠르트의 소마 가즈오 구단 사장(당시)으로부터 감독을 맡아달라는 요청을 받았는데 이것은 나가시마 시게오가 사양한 것에 의한 요청이었다. 한 번은 거절했지만 난카이 시절에 남아있던 감독일에 대한 미련이나 현장 이외의 바쁜 생활에서 개방되고 싶은 일념으로 이를 승낙했다. 당시의 야쿠르트는 마쓰조노 히사미 구단주(1994년 사망) 하에 가족적인 분위기와 밝은 팀 색깔로 팬들로부터 사랑받고 있었다. 그러나 승부에는 밋밋함이 있어 만년 하위팀으로 전락하는 등 B클래스에 만족하고 있었다. 노무라의 감독 취임에 대해서는 특유의 어두운 성격이 팀의 색깔에 맞지 않는다고 우려하는 목소리도 많아 세간에서는 ‘과거의 사람’, ‘야쿠르트에 있어서는 외부인’이라는 이미지를 갖게 되었다. 또 취임 직후인 12월에 선천성 심질환이 의심되는 증세가 일어나면서 병원에 일시적으로 입원했지만 이미 언론에서 “노무라의 다음 감독”이라는 추측성 보도가 나오는 등 건강 문제에서의 우려도 적지 않았다.

#### ID 야구
1990년, 데이터를 중시한다는 의미의 ‘ID 야구’(ID는 Important Data를 의미하는 조어)라는 슬로건을 내걸어 팀의 개혁을 도모했다. 주포인 이케야마 다카히로나 히로사와 가쓰미 등에게는 삼진을 줄이는 것과 상황에 따른 배팅을 지도했고 결과적으로 히로사와는 후에 타점왕 타이틀을 획득하는(1993년) 등 성장을 이룬 반면에 이케야마는 노무라의 감독 취임 이전과는 비해 홈런 개수가 줄어드는 등 침체를 겪었다. 또, 드래프트 2순위로 입단한 후루타 아쓰야 등을 주전으로 발탁, 작년까지 주전 포수였던 하타 신지를 외야수로, 대기 포수였던 이이다 데쓰야를 2루수로 배치했다. 그러나 1년째는 팀 개혁이 승리에는 연결되지 않았고 개막 이후부터 상대한 요미우리전에서는 2경기 연속으로 끝내기 패배를 당한 후 3경기째에 첫 승리를 올렸지만 그 후에도 연패를 거듭하면서 결국 5위에 끝나 작년(1989년) 시즌의 4위를 밑돌았다.
1991년은 스프링 캠프 당시부터 젊은 선수들의 비약적인 성장에 주목을 받으면서 요미우리가 극도의 부진(1979년 이후 12년 만에 B클래스로 추락) 등도 있어 A클래스에 해당되는 3위로 올라섰다. 노무라의 철저한 영재 교육을 받은 후루타는 수비면에서 큰 진보를 이루는 것과 동시에 수위타자도 차지하는 등 간판 타자로 성장했다. 2루수에서 중견수로 재차 변경된 이이다는 튼튼한 어깨와 준족을 살린 화려한 수비와 주루 플레이로 주목을 받았다. 다카쓰 신고에 대해서는 “일본을 대표하는 마무리 투수로 성장하기 위해서는 세이부의 시오자키의 싱커를 참고로 하여 싱커를 던져라”라고 조언해 후에 일본 프로 야구를 대표하는 마무리 투수로 군림했다.
참고고 ‘ID 발레’(마나베 마사요시 감독)나 ‘ID 축구’(사쿠요 고등학교의 노무라 마사유키 감독) 등 다른 스포츠에서도 ‘ID ○○’라는 말이 그 후에 사용되었다.

#### 센트럴 리그 연패와 일본 시리즈 우승
1992년에는 야쿠르트 감독으로 부임한 이후 처음으로 센트럴 리그 우승을 이끌었다. 헹가래 투수(일본에서는 우승이 결정된 순간에 마운드에 있었던 투수를 표현)는 그 해 부상으로부터 부활한 베테랑 투수인 이토 아키미쓰였다. 그 해에는 앞에서 말한 선수들 뿐만 아니라 투수에서는 니시무라 다쓰지, 오카바야시 요이치, 나이토 나오유키, 다카노 히카루, 야수에서는 아라이 유키오, 하시가미 히데키, 도마시노 겐지, 잭 하웰 등이 맹활약했다. 베테랑 선수들의 차분한 활약도 있었던 것 외에도 9월에는 부진에서 복귀한 아라키 다이스케의 기용도 있었다. 타 구단으로부터 트레이드로 이적해온 니우라 히사오, 스미 미쓰오, 가나자와 쓰기오 등은 중간 계투 투수로서 스기우라 도루나 야에가시 유키오는 대타로서 활약했다. 일본 시리즈에서는 최종 7차전까지 접전을 펼쳤지만 세이부에게 패했다.
1993년에는 나가시마 가즈시게를 요미우리에 현금 트레이드로 방출시켰고 작년의 리그 우승으로 자신이 깊어진 후루타, 히로사와, 하웰, 이케야마, 아라이, 이이다, 하타 등의 주전 선수들이 안정된 활약을 보였다. 투수에서는 신인 이토 도모히토가 전반기에서 대활약을 펼쳤지만 갑작스런 부진으로 후반기를 암울하게 보냈지만 선발의 이토, 니시무라, 그 해에 컴백상을 수상한 가와사키 겐지로, 중간 계투의 나이토, 야마다 쓰토무, 구원 에이스로서 정착한 다카쓰 등의 활약도 있어 팀은 2년 연속으로 리그 우승을 달성했다. 작년에 이어 세이부와의 맞대결이 된 일본 시리즈에서 다시 최종 7차전까지 접전 끝에 승리하여 일본 시리즈 우승에 성공했다.
그러나 이듬해인 1994년에 투수진과 후루타 등 주력 선수들의 갑작스런 부상이 잇따른 적도 있어 5월 중순부터 침체되었지만 페넌트레이스 마지막 경기에 승리하여 최하위권에서 간신히 벗어났다.

#### 리그 우승·일본 시리즈 우승
1995년에는 투수 이시이 가즈히사, 야마베 후토시, 다카쓰, 야수의 후루타, 도바시 가쓰유키, 이케야마, 이이다 외에도 신인이자 외야수인 이나바 아쓰노리, 새로 입단한 외국인 선수이자 투수인 테리 브로스, 그리고 한신에서 자유 계약 선수로 있던 1루수 토머스 오말리, 지바 롯데 마린스에서 활약했던 3루수 헨슬리 뮬렌, 긴테쓰와의 사이에서 니시무라와의 트레이드로 입단한 요시이 마사토 투수 등 이적해 온 선수들이 활약을 했다. 작년 오프에 주포였던 히로사와(FA 제도를 이용)와 하웰이 모여 요미우리에 이적한 것에 의한 구멍을 충분히 메워서 안정된 활약에 의해 2년 만에 센트럴 리그 우승을 이끌었다. 또, 오릭스 블루웨이브와 상대로 한 일본 시리즈에서는 이치로를 몸쪽 높은 속구를 의식시키면서 오릭스의 타선을 봉쇄하는 등 4승 1패의 성적을 기록하여 야쿠르트 감독으로서는 통산 두 번째의 일본 시리즈 우승을 달성했다. 1996년에 주력 선수들의 부진과 투수진이 붕괴돼 우승권에서 점점 멀어졌고 종반에는 이닝 연속 무득점이라는 불명예스런 리그 기록도 경신하는 등 결국에 4위에 끝났다.
1997년 개막전(요미우리전)에서는 작년 시즌 종료 후 히로시마에서 트레이드로 영입한 고바야카와 다케히코가 에이스 사이토 마사키로부터 3개의 홈런을 때려내는 등 팀은 승리를 거뒀고 야쿠르트는 그대로 개막 이후 연승을 이어갔다. 8월에는 요코하마와의 치열한 선두 경쟁을 펼치면서 최종적으로는 단 한 번도 선두 자리를 넘겨주는 일도 없이 2위 요코하마와의 11경기차로 리그 우승을 제패했다. 일본 시리즈에서도 세이부를 누르고 통산 세 번째의 일본 시리즈 우승을 이끌었다. 그 해 활약한 선수들 중에 투수 이시이, 요시이, 다바타 가즈야(다이에로부터 획득), 야수 후루타, 도바시, 이케야마, 미야모토 신야, 마나카 미쓰루, 이나바, 시즌전에 혹평을 받은 드웨인 호지, 1996년에 다바타와 함께 호크스에서 이적한 사토 신이치, 아오야기 스스무, 똑같이 1996년에 세이부에서 이적한 쓰지 하쓰히코, 오릭스에서 이적한 바바 도시후미, 주니치 드래건스에서 테스트로 입단한 노나카 데쓰히로 등이 있다.
이듬해 1998년에는 B클래스에 해당되는 4위로 끝나면서 시즌 종료 후 용퇴를 선언했고 구단 최초로 4차례의 리그 우승과 3차례의 일본 시리즈 우승을 달성했다는 이유로 야쿠르트 구단으로부터 ‘역대 최고의 명장’이라는 평가를 받았다.

### 한신 감독 시절
1999년에는 한신 타이거스의 감독으로 발탁되면서 야쿠르트 감독 퇴임 직후 한신은 예년 토박이 선수 출신을 중심으로 감독 인사를 진행시키고 있었기 때문에 전격적인 감독 취임이었다. 당시 한신의 구단 본부장이었던 노자키 가쓰요시에 의하면 노무라가 데려온 코치진은 수석 코치에 마쓰이 마사노리, 투수 코치에 야기사와 소로쿠, 타격 코치에 가시와바라 준이치 등 3명이었다.
1985년 일본 시리즈 우승 이후 만년 최하위 팀으로 전락하고 있는 팀의 재건을 맡긴 노무라에 대한 기대는 컸고 취임 당시의 기자 회견에서는 프런트가 “노무라 감독님”이라고 소개하는 등 VIP 대우를 받았을 뿐만 아니라 한신 팬들로부터 절대적인 지지를 얻고 있었다. ‘노무라 TOP 야구’을 팀의 슬로건으로 내걸었고 개막 직후부터 무서운 기세로 6월 9일에는 단독 선두로 올라섰다. 노무라의 생일인 6월 29일에 발매될 예정이었던 시가 100만 엔 상당의 ‘순금 노무라 감독상’(통칭 ‘순금 노무 상’)이 앞당겨서 발매되었다(이 순금상을 최초로 구입한 사람은 만담가인 쓰키테이 핫포였다).
고치현 아키시에서 열린 스프링 캠프 당시에 신조 쓰요시의 투수 겸임 계획이나 도야마 쇼지를 ‘마쓰이 히데키 킬러’로서의 재생, 도야마와 가사이 미노루의 교체 기용 등과 같은 용병술에서 화제를 불러일으켰다. 그러나 1999년과 이듬해 2000년에는 주전 선수들의 잇따른 부진으로 악재가 겹치면서 팀은 2년 연속 최하위(6위)로 떨어졌다.
2001년에는 4번 타자로서 개인 최고 성적을 거둔 신조 쓰요시가 FA 자격으로 2000년 시즌 종료 후 뉴욕 메츠로 이적되었다. 어려운 상황 속에서도 젊은 선수들의 육성을 내걸고 신인 아카호시 노리히로, 후지모토 아쓰시, 오키하라 요시노리, 가미사카 다이치로 등 준족을 가진 7명의 선수들을 ‘F1세븐’(F1セブン) 이라고 이름을 붙이는 등 적극적으로 기용했지만 그 해에도 역시 최하위로 떨어졌다. 2001년 시즌 종료 후 한 번은 연임될 가능성이 높다는 일부 언론에서 보도되었지만 그의 아내 노무라 사치요가 탈세 혐의로 도쿄 지검 특수부에 체포된 당일에 사임을 발표했다. 결국 한신 감독으로서는 3년 연속 최하위로 끝났다.

### 사회인 야구팀 감독
2002년 가을부터 사회인 야구팀 시닥스 야구부의 감독 겸 총감독(GM)으로 발탁되었다. 취임 당시의 시닥스는 약소 팀이었는데 노무라는 타고난 이론을 바탕으로 팀을 철저하게 개혁을 시도했고 해설가 시절에 기른 풍부한 인맥으로 쿠바 출신의 선수들을 영입하는 등 대대적인 보강을 단행하는 등 노무라가 취임한 이후 팀은 불과 수 개월 만에 사회인 야구 대회에서 우승을 달성했다. 당시 선수는 노마구치 다카히코와 다케다 마사루 등이 있는데 그 후 도시 대항 야구 대회에서 준우승을 차지하는 등 무서운 기세로 사회인 야구를 대표하는 팀으로 성장했다.
2003년, 도쿄 돔에서 열린 도시 대항 야구 대회에서는 노무라가 팀을 지휘하는 모습을 관전하기 위해 사회인 야구 대회에서는 이례적으로 4만 명이 넘는 관중들이 몰려들었다. 그 해 시즌 종료 후 산케이 스포츠 등 일부 스포츠 신문들이 주니치 드래건스의 유력한 차기 감독 후보로 거론되었지만 결국은 오치아이 히로미쓰가 주니치의 차기 감독으로 발탁되었다.

### 라쿠텐 감독 시절

#### 라쿠텐 감독으로 취임하기까지
2005년 9월, 도호쿠 라쿠텐 골든이글스는 “팀의 재구축이 필요”라는 이유로 창단 후 라쿠텐의 초대 감독이었던 다오 야스시를 성적 부진에 대한 책임을 물어 경질시켰다. 이 때 노무라는 라쿠텐측으로부터 비공식적으로 감독을 맡아달라는 제의를 받았지만 계약 조건이나 요미우리 자이언츠의 자유 계약 선수가 된 기요하라 가즈히로의 영입 문제 등에서 난항을 겪기도 하였다. 하지만 10월 3일에는 사회인 일본 선수권 대회를 마지막으로 시닥스의 감독직에서 물러남과 동시에 라쿠텐의 감독 요청을 수락받는 등 감독으로 정식 취임, 5년 만에 프로 야구계에 다시 복귀했다(3년 계약을 맺음).
일본 프로 야구에서 70대의 나이에 감독으로 발탁된 사례는 오기 아키라(2005년 오릭스 버펄로스의 감독으로서 1년간 지휘를 맡았지만 같은 해 12월 15일에 사망)에 이어 역대 두 번째였고 1년 간 감독을 계속 맡으면서 오기 아키라가 가진 최고령 감독 기록을 경신했다.

#### 2006년
5월 16일, 센트럴·퍼시픽 교류전인 야쿠르트전(풀캐스트 스타디움 미야기)에서 야쿠르트를 이끄는 후루타 감독과의 사제 대결이 실현되었고(결과는 10-9로 야쿠르트가 승리) 이후 이 사제 대결은 5차전까지 모두 야쿠르트가 이기고 있었지만 우천 취소로 인한 예비일(6월 19일)에 치른 6차전에서 4-2로 승리해 야쿠르트의 교류전 단독 우승의 가능성을 소멸시켰다.
이전에는 자기 팀의 선수가 홈런을 쳐도 벤치에 앉은 채로 나오려고는 하지 않았지만 라쿠텐의 감독으로 부임한 이후에는 벤치에서 나와 홈런을 때린 선수와 함께 하이파이브를 하면서 격려하기도 했다. 변함없는 독설도 자주나오는 한편 기자의 질문에 농담이나 유머를 섞어가며 답변을 하였는데 텔레비전의 스포츠 뉴스에서는 매회마다 노무라의 경기 직후의 발언도 전하고 있다. 특히 다나카 마사히로가 등판한 날의 발언에는 “마군, 신의 아이, 이상한 아이”나 “이상한 나라의 마군”등과 같은 말도 남기고 있어 스포츠 신문 등에서는 “노무라 어록”이라는 코너가 신설되기까지 했다.
육성 방침은 기본적으로 받아 치며 늘리는 타입이지만 최근에는 활약한 선수나 진보해 나가고 있는 선수에 대해서는 격려나 칭찬을 하는 등 이전과는 다른 면을 보이기 시작했다(이것은 연령을 거듭해 가는 것에 따라 ‘성격상으로 둥글어졌다’라는 의견이 많다). 다만 그의 아들 노무라 가쓰노리를 낮은 타율과 약한 어깨를 가졌는데도 불구하고 계속 기용했던 것에 대해서는 팬들 사이에 의문의 제기되는 경우도 있었다. 가쓰노리는 2006년에 방출 통보를 받은 것을 계기로 현역에서 은퇴해 새로 신설된 2군 육성 코치로 발탁되었다(그 후 2008년에 1군 배터리 코치로 발탁됨). 2006년 정규 시즌이 끝난 후(11월)에 열린 미일 야구 대회의 일본 대표팀 감독을 맡았지만 선수들의 출전 포기가 잇따르면서 고전을 면치 못했고 역사상 처음으로 메이저 리그 선발팀에게 5전 전패를 당하는 수모를 겪어 72년 만의 기록을 세웠다.
2006년 11월 23일에 열린 라쿠텐의 팬 감사제에서 노무라는 다음 시즌의 성적과 관련해 자신의 향후 거취에 대한 취지의 발언을 이렇게 말했다.
| “ | 내년에는 나의 야구 인생에 모든 것을 걸겠습니다. A클래스에 들어갈 수 없을 것 같다면 감독 자리에서 물러나 다음 사람에게 양보하겠습니다. 아무리 도호쿠의 팬이 끈질기다고 해도 (신생팀으로부터)3년 연속으로 배반하면 허락해 주지 않을 것입니다. | ” |

노무라의 이 같은 발언으로 인해 라쿠텐 구단과 요네다 준 구단 대표도 갑작스런 사태에 곤혹스런 반응을 보였다. 노무라 감독은 취임 초부터 ‘만드는 해, 싸우는 해, 이기는 해’라고 천명하여 3년 걸쳐서 팀을 만들겠다는 방침을 말해왔지만 2007년에는 3년 계약의 2년째이자 ‘싸우는 해’에 해당된다. 11월 26일에 열린 구단 납회식에서 시마다 도루 구단 사장으로부터 위에서 말한 발언에 대해 재고 또는 철회해달라고 요구했지만 이를 거부했다. 또 11월 28일에 있은 라쿠텐의 경영자문위원회에 참석하여 그 자리에서 미키타니 히로시 구단주와 도호쿠 지역의 재계 관계자들이 A클래스 진입에 성공할 때까지 사임하지 않기를 바라면서 감독직을 오래하는 것이 바람직하다고 주장했다. 그러나 노무라는 “성적이 나쁘면 사직서를 제출하는 것이 일반적이라고 생각하며 내년 시즌에는 자신의 야구 생명을 걸겠다”라고 말하는 등 자신의 주장을 굽히지 않았다.

#### 2007년
신인을 포함하는 젊은 선수들을 적극적으로 기용하면서 투수진에서는 이치바 야스히로, 이와쿠마 히사시 등 시즌 초반에 전력 이탈의 영향도 있어 나가이 사토시, 다나카 마사히로 등을 선발 로테이션에 기용했고 포수는 육성을 겸한 신인인 시마 모토히로를 많이 기용했다. 또 시즌 중반에는 와타나베 나오토, 구사노 다이스케 등이 맹활약을 했다.
후반전 시작된 지 얼마되지 않아 후쿠모리 가즈오가 부진으로 이탈한 것에 의해 고야마 신이치로를 구원 에이스로서 기용했고, 이치바 야스히로, 이와쿠마 히사시가 1군에 복귀하면서 선발 로테이션을 다시 편성해 지금까지 주로 선발이었던 야마무라 히로키, 아리메 가네히사, 나가이 사토시 등을 구원 투수로 전향시켰다. 결과는 구단이 창설된 지 3년 만에 처음으로 최하위권에서 벗어나 4위를 차지했다. 2007년 10월 4일, 3년 계약 마지막 연도인 2008년에도 예정대로 감독직을 계속 맡게 되었다.

#### 2008년
6월 29일, 소프트뱅크전에서는 구단 역사상 최다 기록인 20개의 안타를 때려내며 15득점을 남기는 등 대승을 거뒀다. 이 날은 73세의 생일이면서 7년 만의 승리를 거둬 선수들이 준비한 모자형태의 케이크로 축하를 받았다. 7월 5일 세이부전(세이부 돔)에서는 ‘라이온스 클래식’이라는 기획의 일환으로서 당시(1963년)의 일본 기록인 노무라의 52홈런을 달성했던 무대가 된 ‘니시테쓰 라이온스 vs 난카이 호크스’전을 재현하는 방식으로 이벤트를 개최했다(이 경기에서는 도요다 야스미쓰(전 니시테쓰)가 시구자로 나서면서 노무라가 포수를 맡았다).
7월 15일의 닛폰햄전(도쿄 돔)에서 감독으로서는 통산 3,000경기 출장 기록을 달성했고 선수 시절에도 통산 3,017경기에 출전하면서 미국과 일본 모두 전례가 없는 선수와 감독 양쪽 모두 통산 3,000경기 출장을 달성했다. 그 해 시즌 초반에는 구단 역사상 처음으로 단독 선두 자리에 올라섰지만 교류전 후반 무렵부터 무너지기 시작하면서 우여곡절을 겪었고 시즌 최종전에서 간신히 승리하는 등 최하위권에서 벗어났는데도 불구하고 결국은 5위에 끝났다. 에이스 이와쿠마 히사시가 그 해 21승을 기록하면서 부활을 이루는 등 전력의 정비는 진행되었지만 순위에는 반영되지 않았다.
2008년 시즌을 마지막으로 3년 계약이 끝나면서 향후 거취에 대한 논의가 있었지만 구단으로부터 팀 전력에 대한 높은 평가를 받아 1년 계약의 연임 요청을 받았다. 노무라 자신도 그것을 수락하면서 2009년에도 라쿠텐의 지휘봉을 잡게 되었지만 도밍고 구스만과 호세 페르난데스(나카무라 노리히로를 FA로 영입)가 퇴단했다.

#### 2009년
팀은 개막 이후 처음으로 개막 4연승을 기록하면서 4월 한 달간 퍼시픽 리그 선두를 기록했다. 그러나 부상자가 속출했던 5월 이후에는 컨디션이 나빠졌고 교류전에서는 시즌 최다인 6연패를 당해 통산 9승 15패라는 성적을 기록하는 등 일본 프로 야구 12개 구단 중 10위로 랭크되는 수모를 겪었다. 정규 경기가 재개한 이후에도 주전 선수들의 잇따른 성적 부진으로 인해 침체는 계속되어 7월에는 3년 만에 시즌 8연패를 당하는 등 한때는 5위로 떨어졌지만 올스타전 이후인 8월에는 개막전 이후부터 맹활약했던 이전의 컨디션을 되찾아 이 달은 최다 6연승을 포함하여 월간 17승 7패를 기록했다.
9월 이후에도 호조를 유지하였고 9월 12일 소프트뱅크전(후쿠오카 돔)에서 팀은 상위팀(1위 ~ 3위)간에 일본 시리즈 진출을 결정짓는 플레이오프 경기인 클라이맥스 시리즈에 진출하기까지 매직 넘버 ‘19’로 만드는 것을 포함해 10월 3일의 세이부전(K스타 미야기)에서 승리하여 팀은 창단한 지 5년 만에 만년 최하위팀이라는 오명을 벗게 되면서 처음으로 클라이맥스 시리즈에 진출하게 되었다. 10월 9일의 오릭스전에서 리그 2위(77승 1무 66패)로 확정되었다. 그러나 다음날 10월 11일, 정규 시즌 마지막 경기(소프트뱅크전)가 종료된 직후 구단으로부터 재계약을 하지 않겠다는 취지를 전해 들으면서 시즌 종료 후 감독직에서 물러나겠다는 입장을 밝혔다.
10월 16일에 열린 클라이맥스 시리즈 제1 스테이지에서는 소프트뱅크에게 2연승을 거두면서 제2 스테이지 진출이 결정되었지만 10월 21일에 있은 제2 스테이지에서는 닛폰햄에게 패하면서 1승 4패를 당하여 일본 시리즈 출전에는 실패했다. 닛폰햄의 클라이맥스 시리즈 우승 세레모니 후, 라쿠텐과 닛폰햄의 양팀 선수와 코칭 스태프들로부터 헹가래를 받았다. 11월 2일에는 라쿠텐의 차기 감독이자 히로시마 도요 카프의 감독을 맡았던 마티 브라운의 취임이 발표되는 것과 동시에 한 번은 구단으로부터 요청을 거부했던 라쿠텐의 명예 감독으로 취임하게 되었다. 노무라는 퇴임을 앞두고 이렇게 말했다.
| “ | 유니폼 차림도 드디어 초읽기이지만 역시 나는 ‘예전의 난카이’가 좋다. | ” |

이로써 43년의 야구 인생과 24년 간의 프로팀 감독 생활에 종지부를 찍었는데 라쿠텐 감독 시절에는 선수 시절 포함하여 명투수들 등번호인 19번을 착용했다.

### 그 후
2010년부터는 산케이 스포츠의 야구 해설위원을 맡았고 2010년 5월 10일에 급성 대동맥 박리 증세로 도쿄 도내 병원에 긴급 입원하면서 그 후에 퇴원했다. 이듬해 2011년 일본 시리즈에서는 2차전과 5차전에 TV 도쿄, TBS에 게스트로 출연하여 해설을 맡았다.
2020년 2월 11일 새벽, 도쿄도 세타가야구 자택에서 쓰러진 채로 발견하여 병원으로 옮겨졌으나 사망했다(향년 84세). 사인은 허혈성 심부전으로 밝혀졌다.

## 상세 정보

### 출신 학교
- 교토 부립 미네야마 고등학교

### 선수 경력
- 난카이 호크스(1954년 ~ 1977년)
- 롯데 오리온스(1978년)
- 세이부 라이온스(1979년 ~ 1980년)

### 지도자 경력
- 난카이 호크스 감독(1970년 ~ 1977년) ※선수 겸임.
- 야쿠르트 스왈로스 감독(1990년 ~ 1998년)
- 한신 타이거스 감독(1999년 ~ 2001년)
- 사회인 야구팀 시닥스 감독(2002년 ~ 2005년)
- 도호쿠 라쿠텐 골든이글스 감독(2006년 ~ 2009년)

### 수상·타이틀 경력

#### 타이틀
- 수위 타자: 1회(1965년)
- 홈런왕: 9회(1957년, 1961년 ~ 1968년) ※9차례 획득, 8년 연속 타이틀 석권은 모두 퍼시픽 리그 기록
- 타점왕: 7회(1962년 ~ 1967년, 1972년) ※7차례 획득, 6년 연속 타이틀 석권은 모두 퍼시픽 리그 기록
- 최다 안타(당시는 타이틀이 아님): 1회(1965년) ※1994년부터 타이틀로 제정됨

#### 수상
- MVP: 5회(1961년, 1963년, 1965년, 1966년, 1973년)
- 베스트 나인: 19회(1956년 ~ 1968년, 1970년 ~ 1973년, 1975년, 1976년) ※통산 19회 수상은 사상 최다 수상 기록
- 다이아몬드 글러브상: 1회(1973년)
- 일본 시리즈 감투상: 1회(1973년)
- 올스타전 MVP: 2회(1972년 1차전, 1977년 2차전)
- 쇼리키 마쓰타로상: 1회(1993년)
- 일본 야구 명예의 전당 헌액자(1989년)
- 퍼시픽 리그 특별 수상: 4회(1963년, 1975년, 1979년, 1980년)[16]
- 마이니치 스포츠인상 팬상(2009년)
- 베스트 파더 옐로 리본상 in ‘프로 야구 부문’(2009년)

### 주요 기록
- 현역 통산 26년(1954년, 1956년 ~ 1980년) ※퍼시픽 리그 기록, 역대 2위.
- 21년 연속 시즌 두 자릿수 홈런(1957년 ~ 1977년) ※역대 1위 타이.
- 4년 연속 시즌 40홈런 이상(1962년 ~ 1965년) ※역대 3위 타이.
- 7년 연속 시즌 30홈런 이상(1962년 ~ 1968년) ※역대 4위 타이.
- 17년 연속 시즌 20홈런 이상(1957년 ~ 1973년) ※역대 2위.
- 4년 연속 시즌 100타점 이상(1962년 ~ 1965년) ※역대 4위 타이.
- 시즌 40홈런 이상: 5회(1962년 ~ 1965년, 1970년) ※역대 3위 타이.
- 시즌 30홈런 이상: 10회(1957년, 1962년 ~ 1968년, 1970년, 1972년) ※역대 2위.
- 시즌 20홈런 이상: 18회(1957년 ~ 1973년, 1975년) ※역대 2위.
- 시즌 홈런: 52개(1963년) ※역대 5위 타이.
- 시즌 100타점 이상: 7회(1962년 ~ 1965년, 1967년, 1970년, 1972년) ※역대 2위.
- 시즌 100안타 이상: 18회(1957년 ~ 1968년, 1970년 ~ 1973년, 1975년, 1976년) ※역대 3위 타이.
- 5경기 연속 홈런(1970년 7월 15일 ~ 7월 26일)
- 1경기에 만루 홈런과 끝내기 홈런(1968년 10월 3일) ※역대 2번째.
- 역전 만루 끝내기 홈런(1966년 5월 14일) ※역대 7번째.
- 통산 맹타상: 180회 ※역대 4위.
- 통산 만루 홈런: 12개 ※역대 6위 타이, 일본인 1위 타이.
- 통산 끝내기 홈런: 11개 ※퍼시픽 리그 기록.
- 통산 끝내기 안타: 19개 ※퍼시픽 리그 기록.
- 통산 홈런: 657개[17]
- 올스타전 출장: 21회(1957년 ~ 1968년, 1970년 ~ 1977년, 1980년)[18]
- 올스타전 통산 안타: 48개 ※역대 1위.
- 올스타전 통산 2루타: 15개 ※역대 1위.
- 통산 3,000경기 출장: 1980년 8월 1일(첫 번째)

### 등번호
- 60(1954년 ~ 1955년)
- 19(1956년 ~ 1980년, 2006년 ~ 2009년)
- 73(1990년 ~ 1998년, 2001년)
- 82(1999년 ~ 2000년)

### 연도별 타격 성적
| 연 도      | 소 속      | 경 기 | 타 석 | 타 수 | 득 점 | 안 타 | 2 루 타 | 3 루 타 | 홈 런 | 루 타 | 타 점 | 도 루 | 도 루 자 | 희 생 번 | 희 생 플 | 볼 넷 | 고 4 | 사 구 | 삼 진 | 병 살 타 | 타 율 | 출 루 율 | 장 타 율 | O P S |
| ---------- | ---------- | ----- | ----- | ----- | ----- | ----- | ------- | ------- | ----- | ----- | ----- | ----- | -------- | -------- | -------- | ----- | ---- | ----- | ----- | -------- | ----- | -------- | -------- | ----- |
| 1954년     | 난카이     | 9     | 11    | 11    | 1     | 0     | 0       | 0       | 0     | 0     | 0     | 1     | 0        | 0        | 0        | 0     | --   | 0     | 5     | 0        | .000  | .000     | .000     | .000  |
| 1956년     | 난카이     | 129   | 403   | 357   | 33    | 90    | 26      | 3       | 7     | 143   | 54    | 3     | 3        | 4        | 5        | 36    | 6    | 1     | 66    | 8        | .252  | .318     | .401     | .719  |
| 1957년     | 난카이     | 132   | 542   | 474   | 75    | 143   | 20      | 1       | 30    | 255   | 94    | 7     | 2        | 1        | 1        | 57    | 0    | 9     | 87    | 7        | .302  | .386     | .538     | .924  |
| 1958년     | 난카이     | 120   | 510   | 451   | 56    | 114   | 19      | 2       | 21    | 200   | 79    | 3     | 1        | 3        | 3        | 45    | 5    | 8     | 94    | 17       | .253  | .329     | .443     | .773  |
| 1959년     | 난카이     | 132   | 526   | 472   | 71    | 124   | 18      | 5       | 21    | 215   | 78    | 7     | 5        | 0        | 6        | 45    | 2    | 3     | 98    | 18       | .263  | .327     | .456     | .783  |
| 1960년     | 난카이     | 124   | 480   | 430   | 66    | 125   | 21      | 4       | 29    | 241   | 88    | 8     | 6        | 1        | 4        | 41    | 2    | 4     | 77    | 15       | .291  | .355     | .560     | .915  |
| 1961년     | 난카이     | 136   | 559   | 494   | 70    | 146   | 17      | 2       | 29    | 254   | 89    | 8     | 2        | 0        | 6        | 54    | 10   | 5     | 71    | 17       | .296  | .367     | .514     | .881  |
| 1962년     | 난카이     | 133   | 571   | 489   | 96    | 151   | 28      | 0       | 44    | 311   | 104   | 5     | 5        | 1        | 7        | 70    | 9    | 4     | 101   | 11       | .309  | .395     | .636     | 1.031 |
| 1963년     | 난카이     | 150   | 643   | 550   | 104   | 160   | 20      | 2       | 52    | 340   | 135   | 4     | 5        | 0        | 5        | 84    | 11   | 4     | 112   | 24       | .291  | .386     | .618     | 1.004 |
| 1964년     | 난카이     | 148   | 641   | 558   | 89    | 146   | 23      | 1       | 41    | 294   | 115   | 7     | 4        | 1        | 6        | 71    | 6    | 5     | 50    | 12       | .262  | .347     | .527     | .874  |
| 1965년     | 난카이     | 136   | 559   | 488   | 92    | 156   | 27      | 1       | 42    | 311   | 110   | 3     | 2        | 0        | 5        | 60    | 16   | 6     | 57    | 16       | .320  | .397     | .637     | 1.034 |
| 1966년     | 난카이     | 133   | 556   | 474   | 82    | 148   | 19      | 0       | 34    | 269   | 97    | 8     | 1        | 0        | 4        | 71    | 13   | 7     | 79    | 12       | .312  | .406     | .568     | .974  |
| 1967년     | 난카이     | 133   | 551   | 472   | 72    | 144   | 27      | 0       | 35    | 276   | 100   | 13    | 4        | 0        | 5        | 68    | 14   | 6     | 53    | 23       | .305  | .396     | .585     | .980  |
| 1968년     | 난카이     | 133   | 567   | 458   | 80    | 119   | 18      | 0       | 38    | 251   | 99    | 2     | 1        | 0        | 3        | 103   | 37   | 3     | 65    | 14       | .260  | .397     | .548     | .945  |
| 1969년     | 난카이     | 106   | 434   | 388   | 44    | 95    | 7       | 0       | 22    | 168   | 52    | 1     | 1        | 0        | 3        | 39    | 7    | 4     | 51    | 21       | .245  | .318     | .433     | .751  |
| 1970년     | 난카이     | 130   | 559   | 481   | 82    | 142   | 11      | 0       | 42    | 279   | 114   | 10    | 4        | 0        | 6        | 66    | 7    | 6     | 47    | 12       | .295  | .383     | .580     | .963  |
| 1971년     | 난카이     | 127   | 531   | 467   | 75    | 131   | 13      | 0       | 29    | 231   | 83    | 12    | 2        | 0        | 1        | 56    | 10   | 7     | 43    | 18       | .281  | .365     | .495     | .860  |
| 1972년     | 난카이     | 129   | 538   | 473   | 62    | 138   | 16      | 0       | 35    | 259   | 101   | 4     | 3        | 0        | 8        | 46    | 6    | 11    | 38    | 17       | .292  | .362     | .548     | .910  |
| 1973년     | 난카이     | 129   | 539   | 475   | 65    | 147   | 18      | 0       | 28    | 249   | 96    | 3     | 6        | 0        | 10       | 51    | 7    | 3     | 48    | 31       | .309  | .373     | .524     | .897  |
| 1974년     | 난카이     | 83    | 307   | 265   | 33    | 56    | 7       | 0       | 12    | 99    | 45    | 2     | 0        | 0        | 2        | 38    | 5    | 2     | 30    | 13       | .211  | .313     | .374     | .686  |
| 1975년     | 난카이     | 129   | 546   | 473   | 63    | 126   | 11      | 0       | 28    | 221   | 92    | 3     | 1        | 0        | 8        | 58    | 9    | 7     | 49    | 17       | .266  | .350     | .467     | .817  |
| 1976년     | 난카이     | 119   | 468   | 429   | 35    | 117   | 13      | 0       | 10    | 160   | 57    | 2     | 2        | 0        | 5        | 29    | 1    | 5     | 50    | 21       | .273  | .323     | .373     | .696  |
| 1977년     | 난카이     | 127   | 493   | 447   | 33    | 95    | 9       | 1       | 16    | 154   | 58    | 0     | 4        | 0        | 8        | 33    | 5    | 5     | 41    | 24       | .213  | .270     | .345     | .614  |
| 1978년     | 롯데       | 64    | 145   | 133   | 7     | 30    | 4       | 1       | 3     | 45    | 12    | 0     | 0        | 0        | 1        | 10    | 1    | 1     | 15    | 5        | .226  | .283     | .338     | .621  |
| 1979년     | 세이부     | 74    | 213   | 194   | 14    | 43    | 3       | 0       | 5     | 61    | 22    | 1     | 0        | 0        | 1        | 14    | 0    | 4     | 34    | 4        | .222  | .286     | .314     | .601  |
| 1980년     | 세이부     | 52    | 78    | 69    | 9     | 15    | 2       | 0       | 4     | 29    | 14    | 0     | 0        | 0        | 0        | 7     | 0    | 2     | 17    | 1        | .217  | .308     | .420     | .728  |
| 통산: 26년 | 통산: 26년 | 3017  | 11970 | 10472 | 1509  | 2901  | 397     | 23      | 657   | 5315  | 1988  | 117   | 64       | 11       | 113      | 1252  | 189  | 122   | 1478  | 378      | .277  | .357     | .508     | .865  |

- 굵은 글씨는 시즌 최고 성적, 붉은색 글씨는 일본 프로 야구 역대 최고 성적.
- 1955년은 1군 출장 없음.

### 감독으로서의 팀 성적

#### 정규 시즌
| 연도       | 소속       | 순위       | 경기 | 승리 | 패전 | 무승부 | 승률  | 승차                         | 팀 타율                      | 팀 홈런                      | 팀 평균자책점                | 연령                         |
| ---------- | ---------- | ---------- | ---- | ---- | ---- | ------ | ----- | ---------------------------- | ---------------------------- | ---------------------------- | ---------------------------- | ---------------------------- |
| 1970년     | 난카이     | 2위        | 130  | 69   | 57   | 4      | .548  | 10.5                         | .255                         | 147                          | 3.43                         | 35세                         |
| 1971년     | 난카이     | 4위        | 130  | 61   | 65   | 4      | .484  | 22.5                         | .260                         | 156                          | 4.27                         | 36세                         |
| 1972년     | 난카이     | 3위        | 130  | 65   | 61   | 4      | .516  | 14.0                         | .253                         | 133                          | 3.48                         | 37세                         |
| 1973년     | 난카이     | 1위        | 130  | 68   | 58   | 4      | .540  | 1위·3위                      | .260                         | 113                          | 3.35                         | 38세                         |
| 1974년     | 난카이     | 3위        | 130  | 59   | 55   | 16     | .518  | 4위·2위                      | .246                         | 124                          | 3.06                         | 39세                         |
| 1975년     | 난카이     | 5위        | 130  | 57   | 65   | 8      | .467  | 5위·3위                      | .246                         | 102                          | 2.98                         | 40세                         |
| 1976년     | 난카이     | 2위        | 130  | 71   | 56   | 3      | .559  | 2위·2위                      | .259                         | 97                           | 2.91                         | 41세                         |
| 1977년     | 난카이     | 2위        | 130  | 63   | 55   | 12     | .534  | 2위·3위                      | .250                         | 108                          | 3.15                         | 42세                         |
| 1990년     | 야쿠르트   | 5위        | 130  | 58   | 72   | 0      | .446  | 30.0                         | .257                         | 123                          | 4.24                         | 55세                         |
| 1991년     | 야쿠르트   | 3위        | 132  | 67   | 63   | 2      | .515  | 7.0                          | .259                         | 140                          | 3.93                         | 56세                         |
| 1992년     | 야쿠르트   | 1위        | 131  | 69   | 61   | 1      | .531  | (2.0)                        | .261                         | 173                          | 3.79                         | 57세                         |
| 1993년     | 야쿠르트   | 1위        | 132  | 80   | 50   | 2      | .615  | (7.0)                        | .263                         | 140                          | 3.20                         | 58세                         |
| 1994년     | 야쿠르트   | 4위        | 130  | 62   | 68   | 0      | .477  | 8.0                          | .250                         | 130                          | 4.05                         | 59세                         |
| 1995년     | 야쿠르트   | 1위        | 130  | 82   | 48   | 0      | .631  | (8.0)                        | .261                         | 147                          | 3.60                         | 60세                         |
| 1996년     | 야쿠르트   | 4위        | 130  | 61   | 69   | 0      | .469  | 16.0                         | .264                         | 103                          | 4.00                         | 61세                         |
| 1997년     | 야쿠르트   | 1위        | 137  | 83   | 52   | 2      | .615  | (11.0)                       | .276                         | 138                          | 3.26                         | 62세                         |
| 1998년     | 야쿠르트   | 4위        | 135  | 66   | 69   | 0      | .489  | 13.0                         | .253                         | 97                           | 3.69                         | 63세                         |
| 1999년     | 한신       | 6위        | 135  | 55   | 80   | 0      | .407  | 26.0                         | .259                         | 97                           | 4.04                         | 64세                         |
| 2000년     | 한신       | 6위        | 136  | 57   | 78   | 1      | .422  | 21.0                         | .244                         | 114                          | 3.90                         | 65세                         |
| 2001년     | 한신       | 6위        | 140  | 57   | 80   | 3      | .416  | 20.5                         | .243                         | 90                           | 3.75                         | 66세                         |
| 2006년     | 라쿠텐     | 6위        | 136  | 47   | 85   | 4      | .356  | 33.0                         | .258                         | 67                           | 4.30                         | 71세                         |
| 2007년     | 라쿠텐     | 4위        | 144  | 67   | 75   | 2      | .472  | 13.5                         | .262                         | 111                          | 4.31                         | 72세                         |
| 2008년     | 라쿠텐     | 5위        | 144  | 65   | 76   | 3      | .461  | 11.5                         | .272                         | 94                           | 3.89                         | 73세                         |
| 2009년     | 라쿠텐     | 2위        | 144  | 77   | 66   | 1      | .538  | 5.5                          | .267                         | 108                          | 4.01                         | 74세                         |
| 통산: 24년 | 통산: 24년 | 통산: 24년 | 3204 | 1565 | 1563 | 76     | .5003 | A클래스: 12회, B클래스: 12회 | A클래스: 12회, B클래스: 12회 | A클래스: 12회, B클래스: 12회 | A클래스: 12회, B클래스: 12회 | A클래스: 12회, B클래스: 12회 |

- 순위에서 굵은 글씨는 일본 시리즈 우승.

1. 1970년부터 1996년까지는 130경기제
2. 1997년부터 2000년까지는 135경기제
3. 2001년부터 2004년까지는 140경기제
4. 2005년부터는 136경기제
5. 2007년부터는 144경기제
6. 통산 성적은 1977년 시즌 해임 후의 2경기를 포함하지 않음.

#### 포스트 시즌
| 연도   | 소속     | 경기명                                  | 상대팀                                      | 성적    |
| ------ | -------- | --------------------------------------- | ------------------------------------------- | ------- |
| 1973년 | 난카이   | 퍼시픽 리그 플레이오프                  | 한큐 브레이브스(퍼시픽 리그 후기 우승)      | 3승 2패 |
| 1973년 | 난카이   | 일본 시리즈                             | 요미우리 자이언츠                           | 1승 4패 |
| 1992년 | 야쿠르트 | 일본 시리즈                             | 세이부 라이온스                             | 3승 4패 |
| 1993년 | 야쿠르트 | 일본 시리즈                             | 세이부 라이온스                             | 4승 3패 |
| 1995년 | 야쿠르트 | 일본 시리즈                             | 오릭스 블루웨이브                           | 4승 1패 |
| 1997년 | 야쿠르트 | 일본 시리즈                             | 세이부 라이온스                             | 4승 1패 |
| 2009년 | 라쿠텐   | 퍼시픽 리그 클라이맥스 시리즈 1스테이지 | 후쿠오카 소프트뱅크 호크스(퍼시픽 리그 3위) | 2승 0패 |
| 2009년 | 라쿠텐   | 퍼시픽 리그 클라이맥스 시리즈 2스테이지 | 홋카이도 닛폰햄 파이터스(퍼시픽 리그 우승)  | 1승 4패 |

1. 성적에서 굵은 글씨는 승리한 것을 나타냄.
2. 1973년 퍼시픽 리그 플레이오프는 5경기제이며 먼저 3승을 한 팀이 리그 우승을 차지했음.
3. 2009년 클라이맥스 시리즈 퍼스트 스테이지는 3경기제이며 먼저 2승을 한 팀은 파이널 스테이지에 진출, 파이널 스테이지의 경우 6경기제이며 먼저 4승을 한 팀은 우승, 리그 우승 팀에게는 어드벤티지 1승이 주어졌다.
4. 2009년 클라이맥스 시리즈 파이널 스테이지에서는 4패 중 닛폰햄에게 줄 수 있었던 어드벤티지를 포함.